# Gao (miasto)
Gao – miasto we wschodnim Mali, ośrodek administracyjny regionu Gao, port nad Nigrem. Około 38 tys. mieszkańców. W przeszłości było stolicą kilku państw afrykańskich, m.in. Imperium Mali, Songhaju. Na ten okres przypadł również największy rozkwit miasta.
Do najważniejszych zabytków miasta zalicza się średniowieczny Grobowiec Askii – budowla z gliny z 1495, domniemane miejsce pochówku pierwszego władcy królestwa Songhaj.

## Współpraca
- Thionville, Francja
- Berkeley, Stany Zjednoczone